# الدريعا (يريم)

تعديل مصدري - تعديل

الدريعا هي إحدى قرى عزلة ارياب بمديرية يريم التابعة لمحافظة إب، بلغ تعداد سكانها 1008 نسمة حسب تعداد اليمن لعام 2004.